# Hüsamettin Özkan
Hüsamettin Özkan (* 20. Juni 1950 in Develi, Provinz Kayseri) ist ein türkischer Politiker.

## Leben
Özkan war das jüngste Kind einer Familie mit sieben Kindern. Die Schule besuchte Özkan in Istanbul. Er studierte Betriebswirtschaft in Istanbul und war danach im Baugewerbe tätig. Auf Einladung von Bülent Ecevit schloss er sich dessen Demokratischer Linkspartei (DSP) an, für die er bei der Parlamentswahl 1991 erstmals in die Große Nationalversammlung gewählt wurde. Er stieg zum engen Vertrauten des Parteichefs auf. Als Ecevit im Januar 1999 eine Minderheitsregierung bildete, die das Land bis zu einer vorgezogenen Neuwahl regieren sollte, wurde Özkan stellvertretender Ministerpräsident und Staatsminister. Das Amt behielt er, als nach der Parlamentswahl im April 1999 die DSP eine Koalitionsregierung mit der Mutterlandspartei und der Partei der Nationalistischen Bewegung (MHP) bildete.
Als diese Regierung im Sommer 2002 in Folge einer schweren wirtschaftlichen und politischen Krise zerbrach, verließ Özkan gemeinsam mit seinen vormaligen Ministerkollegen İsmail Cem und Kemal Derviş die DSP und gründete die Partei der Neuen Türkei (YTP). Nachdem diese bei der folgenden Wahl auf lediglich 1,15 Prozent kam, zog sich Özkan aus der Politik und dem öffentlichen Leben zurück.
| Personendaten    | Personendaten                   |
| ---------------- | ------------------------------- |
| NAME             | Özkan, Hüsamettin               |
| KURZBESCHREIBUNG | türkischer Politiker            |
| GEBURTSDATUM     | 20. Juni 1950                   |
| GEBURTSORT       | Develi, Provinz Kayseri, Türkei |
| STERBEORT        | Istanbul, Türkei                |